# Oravecz Edit
Oravecz Edit  (Balassagyarmat, 1961. március 19. –) magyar színésznő.

## Életpálya
1979-1981 között a Nemzeti Színház stúdiójának növendéke volt. 1983-tól a kecskeméti Katona József színház, 1986-tól a veszprémi Petőfi Színház tagja volt. 1990-től a zalaegerszegi Hevesi Sándor Színházban játszott. 1992-től ismét Veszprémi Petőfi Színház művésze. 2002 óta a veszprémi Pannon Várszínház színésznője, melynek alapító tagja is, férjével: Vándorfi László színész, rendező, színházigazgatóval és Sashalmi József színésszel.

## Fontosabb színházi szerepei
- Alekszandr Alekszandrovics Blok: Komédiásdi... Halál
- Alexandre Dumas – Vándorfi László: Monte Cristo grófja... Saint-Méran márkiné
- Anton Pavlovics Csehov: Három nővér... Irina
- Asztalos István: Az ördög három könnye... bohóc
- Asztalos István – Kovács Attila: Gizella... Gizella
- Asztalos István – Kovács Attila:István... Gizella
- Asztalos István: Szent László... Mária
- Békeffi István – Stella Adorján: Janika... Malvin, öltöztetőnő
- Csemer Géza: Dankó Pista... Szép Szabó Ilka
- Csukás István – Bergendy István: Mesélj, Münchausen!...Borbála
- Déry Tibor – Pós Sándor – Presser Gábor – Adamis Anna: Képzelt riport egy amerikai popfesztiválról... Marianne; Juana; Kígyó
- Dés László – Nemes István – Koltai Róbert – Nógrádi Gábor: Sose halunk meg... Anya
- Eisemann Mihály – Békeffi István – Halász Imre: Egy csók és más semmi... Robicsekné
- Eisemann Mihály – Zágon István – Somogyi Gyula: Fekete Péter... Lefebrenné
- Federico García Lorca: Don Cristobal... Második bohóc
- Fenyő Miklós – Tasnádi István: Aranycsapat... Ollállá
- Fenyő Miklós – Tasnádi István: Made in Hungária... Anya
- Fjodor Mihajlovics Dosztojevszkij: Bűn és bűnhődés... Anya; Uzsorás asszony
- Gém György – Vándorfi László – Malek Miklós – ifj. Malek Miklós: Egy darabot a szívemből... Hédi
- Gém Zoltán: Starfactory... Angelina Joly Joker (takarítónő)
- Georges Feydeau: Bolha a fülbe... Raymond Chandebise
- Georges Feydeau: Fel is út, le is út...Nini Galant, énekesnő
- Hámos György – Vajda Anikó: Mici néni két élete... Mici néni
- Hervé: Nebáncsvirág... Denise de Flavigny
- Horváth Jenő – Kellér Dezső – Szenes Iván: A szabin nők elrablása... Róza
- Howard Lindsay – Russel Crouse – Richard Rodgers – Oscar Hammerstein: A muzsika hangja... Zárdafőnökasszony
- Ingmar Bergman: Fafestmény... szereplő
- Johann Wolfgang von Goethe – Rupert J. Seidl: A patkány... Márta
- Joseph Stein – Jerry Bock – Sheldon Harnick: Hegedűs a háztetőn... Sendel
- Kálmán Imre: Csárdáskirálynő...Stázi
- Ken Ludwig: Botrány az operában...Júlia
- Kocsis István: Árpád-házi Szent Margit...Margaréta Mátyus, Margit apácatársa
- Márton Gyula: Csinibaba... Aranka néni
- Molière: Képzelt beteg... Toinette
- Móricz Zsigmond – Miklós Tibor – Kocsák Tibor: Légy jó mindhalálig... Viola kisasszony
- Nádas Péter: Ünnepi színjátékok... szereplő
- Nógrádi Gábor: Az anyu én vagyok!... Rózsi (szomszédasszony)
- Nóti Károly: Nyitott ablak... Piri, a polgármester lánya
- Orfeum – zenés táncos békebeli kabaré –... szereplő
- Peter Shaffer: Black comedy... Miss Furnival
- Peter Shaffer: Equus... Dóra
- Petőfi Sándor: Tigris és hiéna... Judit
- Pierre Barillet – Jean Pierre Grédy – Nádas Gábor – Szenes Iván: A kaktusz virága... Stefani
- Pilinszky János: Élőképek... szereplő
- Pilinszky János: Urbi et Orbi – A testi szenvedésről... Apáca
- Presser Gábor – Horváth Péter – Sztevanovity Dusán: Padlás...Kölyök, szellem; Mamóka
- Rejtő Jenő: "Színház az egész..."... szereplő
- Rossa László: Téli utazás...táncos szereplő (táncelőadás)
- Rossa László – Bella István: Margit passió... Olimpiadész
- Sütő András: Vigyorgó búbánat... Angyal
- Szigethy Gábor: Bohócparádé... Kis copfos; Toto
- Szigligeti Ede: Liliomfi... Erzsi, Kányai fogadós leánya
- Szirmai Albert – Bakonyi Károly – Gábor Andor: Mágnás Miska:... Nagymama
- Vándorfi László – Sztevanovity Zorán – Presser Gábor – Sztevanovity Dusán: Boldog idő... Anya
- Vándorfi László: Jézus Krisztus... Veronika; Rákhel
- Vitéz Miklós – Vadnay László – Márkus Alfréd: Meseautó... Kovács Sándorné
- Weöres Sándor: Csalóka Péter... Csalóka Péterné
- Weöres Sándor: Holdbéli csónakos... Pávaszem
- William Somerset Maugham – Nádas Gábor – Szenes Iván: Imádok férjhez menni... Shuttleworthné Montmorency
- William Shakespeare: Vízkereszt vagy amit akartok... Mária
- Zerkovitz Béla: Csókos asszony... Rica Maca

## Filmek, tv
- Védtelen utazók
- Nyitott ablak

## Rendezései
- Szépek szépe